# Wayne Smith (basket-ball)
Pour les articles homonymes, voir Wayne Smith.
Wayne Smith, né le 20 janvier 1955, à Bakersfield, en Californie, est un ancien joueur américain de basket-ball. Il évolue durant sa carrière au poste d'ailier.